# Trapa (empresa)
Chocolates Trapa es una empresa española especialista en la fabricación de chocolates desde que fue fundada por los monjes trapenses en 1891. 
Entre 1992 y 2011, formó parte del grupo Nueva Rumasa cuyo propietario fue el empresario José María Ruiz-Mateos.
En 2013 es adquirida por el Grupo Europraline e inició un nuevo rumbo de la mano de una familia palentina que quiso invertir en su tierra y modernizar la marca y su portfolio con base en tres pilares: innovación, estilo y conciencia social y medioambiental. 
En la actualidad Trapa cuenta con 150 trabajadores, con más de 120 distribuidores en España y con presencia en 50 países (entre los que se encuentran Italia, Polonia, Países Bajos, Suecia, Hungría, Rusia, Kuwait, Egipto, Israel, Corea y Japón) así como con un portfolio de 290 referencias que son el resultado de una fuerte inversión en industria e I+D+i y de la mejora en las formulaciones que, inspirándose en la artesanía y el savoir faire, buscan siempre mejorar el sabor.
Entre sus productos destacan sus bombones cortados (que fueron los primeros bombones que se elaboraron en España en 1969), los Bombonísimos (con un gramaje superior al del clásico bombón belga) o sus bombones sin azúcar. Entre sus gamas de tabletas destacan; Collection,  0% azúcares añadidos, Intenso y su gama de tabletas con estevia. También TrapaKids y Trapamilk, especialmente pensadas para los más pequeños de la casa. Ninguno de los chocolates Trapa contiene aceite de palma ni gluten y además están libres de grasas hidrogenadas y de ácidos grasos trans.